# Vågakallen
Vågakallen (942 m) es la montaña más alta en el municipio de Vågan en las Lofoten de Noruega. 
La montaña queda al oeste de Kabelvåg y Henningsvær en Austvågøy. Puede ascenderse tanto desde Kabelvåg como desde Henningsvær. El Vågakallen es un ascenso que gusta a los escaladores de montañas y ofrece además varias rutas más sencillas.
El primer ascenso se realizó por la cara sur, en el año 1889, por Martin Ekroll y Angel Johannesen. La Arista norte se subió por vez primera en el año 1939 por Arne Randers Heen. Tiene un gran pilar (Storpillaren) que se escaló por vez primera en 1980 por Arild Meyer, Kjell Skog y Finn Tore Bjornstad. En 1998 Daniela y Robert Jasper abrieron la vía Freya. En 2003 Louise Thomas y Twid Turner abrieron la Stormpillar.